# Хохолава, Мухран Максимович
Мухран Максимович Хохолава (груз. მუხრან მაქსიმეს ძე ხოჭოლავა, 22 сентября 1881, Одиши — 13 декабря 1922) — грузинский политик, член Учредительного собрания Грузии.

## Биография
Учился в Тифлисе. Высшее образование получил в Санкт-Петербургском психоневрологическом институте.
Член Российской социал-демократической рабочей партии. В 1910-х годах был выслан с Кавказа по политическим мотивам. Сотрудничал с партийной прессой под псевдонимом «Мухрани Одишели».
В 1919 году был снабженцем грузинской армии в Сочи. 12 марта 1919 года избран членом Учредительного собрания Грузии, был членом конституционной, военной, дорожной и общественной комиссий по образованию.
К 1920 году служил в качестве дипломатического представителя правительства Демократической Республики Грузии в британском командовании оккупационного корпуса в Батуми. В январе 1921 вместе с другими 11 членами грузинской социал-демократической рабочей партии сформировал оппозиционную группу под названием «Бим», которая критиковала партию за нарушение идеологических принципов, провальный курс государственного управления и ослабление внутренней демократии в партии.
С конца 1921 года участвует в межпартийных переговорах по созданию общего фронта в борьбе против большевистского режима в качестве представителя группы «Луч». С мая 1922 года был представителем группы в Комитете независимости Грузии.